# SCons
SCons — инструмент для автоматизации сборки программных проектов, разработанный как замена утилиты make с интегрированной функциональностью аналогичной autoconf/automake. SCons автоматически анализирует зависимости между исходными файлами и требования адаптации к операционной системе исходя из описания проекта, и генерирует конечные бинарные файлы для установки на целевую ОС.
SCons использует язык Python в качестве основы, поэтому конфигурация проектов и инструменты для управления процессом сборки являются сценариями на Python.

## Возможности
- Файлы конфигурации являются сценариями на языке Python, что позволяет использовать все возможности этого языка программирования.
- Встроенная поддержка C, C++, D, Java, Fortran, Objective-C, Yacc, Lex, Qt и SWIG. Возможность генерации документов TeX и LaTeX. Поддержка других языков или форматов файлов может быть реализована с помощью пользовательских сборщиков (builders).
- Для языков C, C++ и Fortran автоматически анализируются зависимости. В отличие от make не нужно отдельно выполнять команду make depend.
- Сборка из репозиториев систем контроля версий.
- Встроенная поддержка получения исходных кодов из SCCS, RCS, CVS, Subversion, BitKeeper и Perforce.
- Поддержка проектов Microsoft Visual Studio .NET и более ранних версий Visual Studio, с возможностями генерации файлов .dsp, .dsw, .sln и .vcproj.
- Обнаружение изменения содержимого файлов по контрольным суммам MD5, наряду с традиционным обнаружением изменений по времени записи файла.
- Возможность параллельной сборки.
- Встроенная возможность поиска необходимых для сборки файлов (#include файлы, библиотеки, и т. д.).
- Способность кеширования собираемых файлов для ускорения параллельной сборки — подобно ccache, но для любых типов файлов.
- Изначальная поддержка кроссплатформенности. В настоящее время работает в Linux и др. POSIX-системах (AIX, *BSD systems, HP-UX, IRIX, Solaris), Windows NT, Mac OS X, OS/2.

## Пример использования
В самом простом варианте файл SConstruct будет содержать всего одну строку
```
Program('main.c')
```

При выполнении команды scons из файла main.c будет сгенерирована программа main (в Linux) или main.exe (в Windows).

## История и связанные проекты
Проект SCons стартовал под именем ScCons и выиграл конкурс Software Carpentry SC Build в августе 2000. Прототипом послужила утилита Cons.
SCons послужил прототипом для проекта Waf, первоначально известного под именем «SCons/BKsys» и рождённого в сообществе KDE. Некоторое время его планировали использовать для KDE4 и последующих версий, но от этой идеи отказались в пользу CMake.  Архивная копия от 7 мая 2011 на Wayback Machine

## Программные проекты, использующие SCons
- Ardour
- Battlefield 1942
- Blender
- Csound
- Delta3D
- Doom 3
- FCEUX
- Godot
- Google Chrome[2]
- GtkRadiant[3]
- id Software
- MongoDB
- Nullsoft Scriptable Install System
- NumPy и SciPy
- NVDA
- SuperCollider
- V8
- VMware